# Chavannes-le-Chêne
Chavannes-le-Chêne es una comuna de Suiza perteneciente al distrito de Jura-Nord vaudois del cantón de Vaud.
En 2018 tenía una población de 308 habitantes.
Se conoce la existencia de la localidad en documentos desde el siglo XIV, cuando se menciona la construcción aquí de la capilla de Santa María Magdalena. En la Edad Media pertenecía al señorío de Saint-Martin-du-Chêne, del cual fue sede en el siglo XVI. En 1536 pasó a formar parte de la bailía de Yverdon-les-Bains.
La comuna es conocida por albergar en su territorio el Vallon des Vaux, sitio arqueológico con restos del Neolítico y la Alta Edad Media que ha sido declarado bien cultural de importancia nacional.
Se ubica unos 10 km al este de Yverdon-les-Bains, en el límite con el cantón de Friburgo.